# Elzhi
Elzhi, parfois stylisé eLZhi,, de son vrai nom Jason Powers, né le 12 mai 1978 à Détroit, Michigan, est un rappeur américain. Il est ancien membre du groupe Slum Village, et connu pour ses rimes complexes et polysyllabiques, ses allitérations, ses images évocatrices et ses métaphores.

## Biographie
Adolescent, Powers écrit des chansons et exerce ses talents de rappeur dans des battles. En 1998, il enregistre son premier EP, Out of Focus, avec le producteur de Détroit DJ House Shoes. Mais, ne trouvant de distributeur, l'album n'est pas diffusé. Durant le mixage, DJ House Shoes confie les bandes à J Dilla qui avait le projet de les remixer avant son décès. À la fin des années 2000, Elzhi récupère les bandes originales et, avec l'aide de quelques amis, propose une nouvelle version de Out of Focus enrichie de trois titres bonus. L'album est diffusé sur Internet sous le titre Unreleased Solo Project, mais de nombreux exemplaires du CD sont distribués avec un étiquetage erroné ; l'opus est finalement diffusé en 2011 sur le site officiel d'Elzhi, avec un titre bonus de 27 minutes, et sur support physique en 2012. 
En 1999, Elzhi rejoint 9-2-5 Colony, un groupe formé par Nick Speed et Magestik Legend. Le trio enregistre quelques titres ensemble qui ne seront jamais publiés.
En 2000, Elzhi commence à collaborer avec le producteur Waajeed et ensemble ils composent un grand nombre de morceaux, dont peu seront diffusés. Cette collaboration le rapproche de Slum Village et lui donne l'occasion d'enregistrer quelques chansons sur des beats non utilisés de J Dilla (Days and Nights Analyzin' et Concrete Eye). C'est alors qu'il se fait remarquer par T3, l'un des membres de Slum Village, qui le prend sous son aile et le recommande à J Dilla. Cette rencontre lui permet de faire ses débuts sur la scène nationale en participant à l'album Welcome 2 Detroit de J Dilla, publié le 27 février 2001. 
En 2002, Elzhi rejoint officiellement Slum Village, qu'il quittera en 2010 en raison de différends avec Young RJ (RJ Rice). 
En 2004, Elzhi et Nick Speed créent le label Libido Sounds et publient une double compilation de titres inédits d'Elzhi[Laquelle ?]. Cette mixtape comprend des productions de J Dilla, Waajeed, Karriem Riggins, Page Kennedy, B.R. Gunna, DJ Magnetic, House Shoes et The Alchemist.
Elzhi publie son premier album studio, The Preface, le 12 août 2008 au label Fat Beats,. L'album est presque entièrement produit par Black Milk, et fait notamment participer Royce da 5'9", Phat Kat, Guilty Simpson, Fat Ray et A.B. 
Le 10 mai 2011, Elzhi publie Elmatic, une mixtape en hommage au premier album de Nas, Illmatic, considéré comme un « classique » du hip-hop. L'album est acclamé par le public et la presse spécialisée,,.
En juillet 2012, Elzhi annonce, via Twitter, que son prochain album s'intitulera The Weather Man et sortira en 2013. Un clip du premier single, Blue Widow, est publié. 
En 2013, il annonce un nouvel album. Le titre de l'album est annoncé, Lead Poison, et un premier single, February, produit par 14KT, est publié en février 2015,.

## Discographie

### Albums studio
- 2008 : The Preface
- 2015 : Lead Poison

### EPs
- 1998 : Out of Focus EP
- 2000 : The Breakfast Club (avec Dwele, Lacks, Big Tone & 87)
- 2012 : Out of Focus

### Mixtapes
- 2004 : Witness My Growth: The Mixtape 97-04
- 2008 : EuroPass: An Exclusive Tour CD
- 2009 : The Leftovers (Unmixedtape)
- 2011 : Elmatic

### Album collaboratif
- 2018 : Khrysis & Elzhi Are Jericho Jackson (avec Khrysis)